# Hyperoodon
Hyperoodon es un género de cetáceos odontocetos de la familia de los zífidos que incluye dos especies, el calderón boreal (Hyperoodon ampullatus) y el calderón austral (Hyperoodon planifrons). También suelen denominarse ballenas pico (o nariz) de botella.
Aunque las dos especies son físicamente parecidas, sus historias recientes son muy diferentes: la especie austral ha sido poco observada, nunca fue cazada y es probablemente el zifio más abundante de las aguas antárticas; sin embargo, la especie del norte fue duramente cazada por noruegos y británicos durante el siglo XIX y principios del XX. Noruega dejó de cazarlas en 1973.

## Descripción física
Las dos especies son grandes, de 8 a 10 metros de longitud en estado adulto. El melón es prominente y de forma ovalada. El hocico es largo, de color blanco en machos y gris en hembras. La aleta dorsal es relativamente pequeña, desplazada hacia atrás y normalmente inclinada. La parte superior de estos zifios suelen ser de color gris oscuro en la especie boreal y gris claro en la austral. Las dos especies tienen la parte inferior de color más claro.

## Población y distribución
El calderón boreal es endémico del océano Atlántico norte, en aguas frías y subárticas preferiblemente profundas. Se encuentra en el estrecho de Davis, el mar del Labrador, el mar de Groenlandia y el mar de Barents. La población total se desconoce, aunque se estima del orden de 10 000 ejemplares. El 20 de enero de 2006, un calderón boreal fue avistado en el centro de Londres, en el río Támesis. 
El calderón austral, en cambio, tiene una distribución circunscrita al Polo Sur, en el océano Antártico. Se encuentra tan al sur como la costa antártica, y tan al norte como las costas de Sudáfrica, la isla norte de Nueva Zelanda, y algunas zonas del sur de Brasil. Se piensa que existe una población global de unos 500.000 individuos.
Su presencia es incierta en las costas de Dinamarca, Mauritania, Marruecos, la Federación de Rusia y el Sáhara Occidental.